# ブリュッセル新大学
ブリュッセル新大学（ブリュッセルしんだいがく、フランス語: Université nouvelle de Bruxelles）は、1894年10月に、ポール・ジャンソン、エドモン・ピカール、ギョーム・ド・グレーフ、エリー・ランボット、エミール・ヴァンダーヴェルデ、ジャック・デ・クレッソニエール (Jacques Des Cressonnières)、シャルル・デジョン (Charles Dejongh) らによって創設された。その後、1919年に閉校した。

## 沿革

### 1894年から1914年
ブリュッセル自由大学の事務総長 (conseil d’administration) は、学長 (recteur) のエクトル・デニが招聘したアナキストの地理学者エリゼ・ルクリュの受け入れに反対した。この事件が契機となって、1919年まで続くことになった大学の分裂が起こった。大学当局の姿勢に対し、一部の自由主義的な、あるいは、社会主義的な教員たちが先頭に立って、ブリュッセル自由大学の態度に抗議し、ルクリュの講義が地元のフリーメイソンのロッジであるル・アミ・フィラントロプで行われるようにした。
程なくして、自由大学当局の態度についての議論が続く中で、「新しい」大学を創ろうという少数のグループが現れた。この集団は、「ジャンソン・コミュニティ (Comité Janson)」と称されるようになり、ポール・ジャンソン、エドモン・ピカール、ギョーム・ド・グレーフ、エリー・ランボット、エミール・ヴァンダーヴェルデ、ジャック・デ・クレッソニエール、シャルル・デジョンから成り、高等教育を行う私立学校 (l'Ecole Libre d'Enseignement Supérieur)、すなわちブリュッセル新大学 (Université Nouvelle de Bruxelles) を創設するという計画を練った。この新たな教育機関は、1894年10月25日に開校し、ミミメ通り13番地 (13 de la rue des Minimes) にあった、かつてのテオドール・フェアハーゲンの屋敷で授業を始めた。
ベルギー政府は、この新大学が学生たちに授与する卒業証明などを公認せず、資金は急速に失われていった。教授たちは給金を受けられず、受け取ったとしても僅かな額にとどまった。
1898年3月18日には、ルクリュによって、地理学講座が新大学に設けられた。

## 第一次世界大戦と解体
第一次世界大戦中、ベルギーでは多くの大学が閉鎖されたが、新大学はそれとは距離を置き、活動を続けた。
終戦となった直後、新大学のメンバーは、大学を解散して、合流のための交渉を自由大学と始めることを決めた。今日では、四半世紀に及んだ分裂の経験を踏まえ、ベルギー高等研究院 (l'Institut des Hautes Etudes de Belgique) だけが、大学の提供する場所で、授業や会合などに無料で参加できる状態を維持している。

## 著名な教員
- エミール・ヴァンダーヴェルデ
- ポール・ジャンソン
- エドモン・ピカール
- ルイ・ド・ブルックレ（フランス語版）
- エンリコ・フェリ
- アシル・ローリア（フランス語版）
- ポール・ソリエ（フランス語版）
- ギョーム・ド・グレーフ
- アレクサンドラ・デイヴィッド＝ネール（フランス語版）
- オーギュスタン・アモン（フランス語版）
- ロベルト・ミヒェルス

## 新大学に学んだ著名な人物
- アンジェリカ・バラバーノフ
- イネッサ・アルマンド